# Augustinisme politique

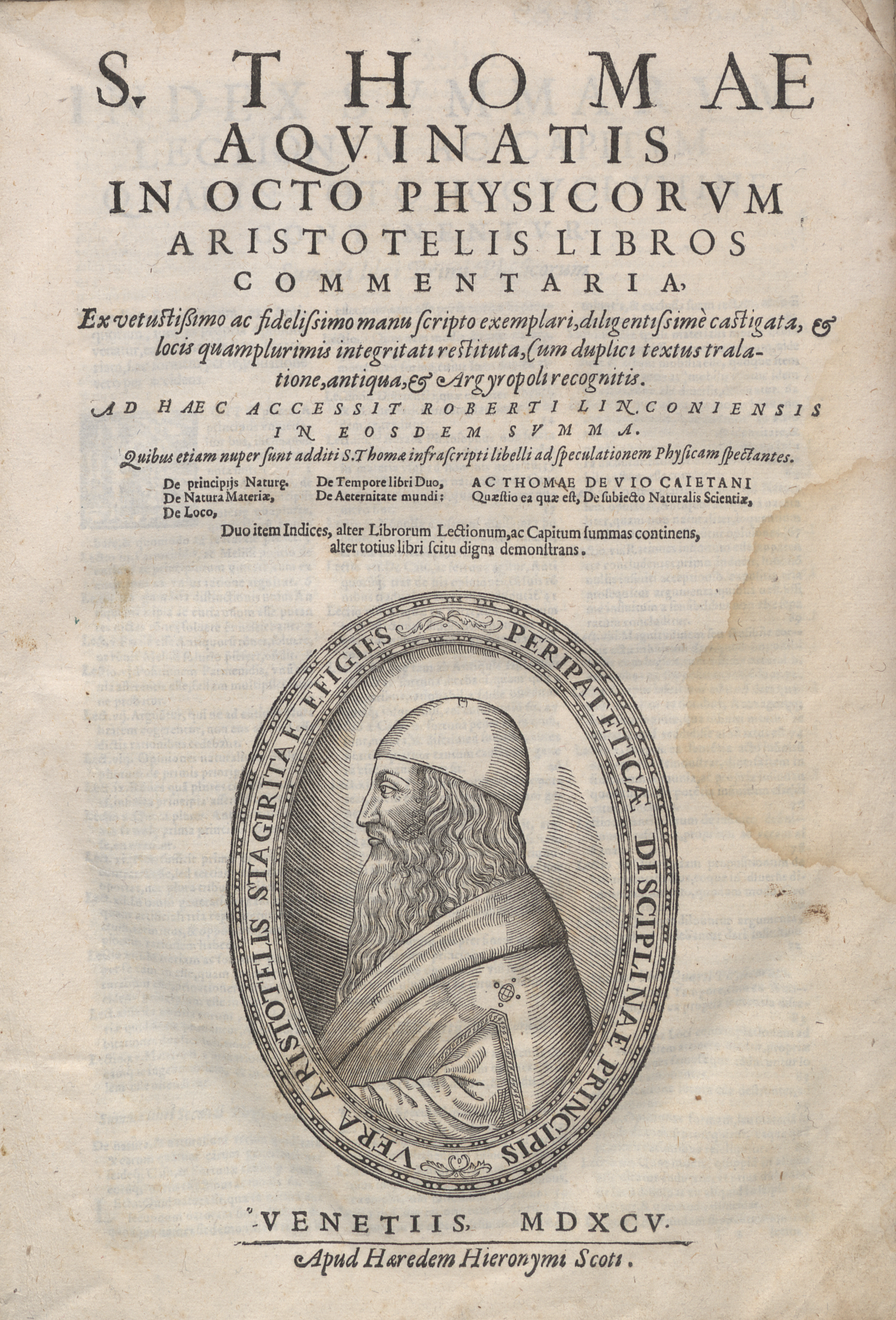
Page de titre de Super Physicam Aristotelis, 1595

L'augustinisme politique désigne l'application de la pensée d'Augustin d'Hippone au domaine politique. Cependant, c'est une notion tardive, ambiguë et passablement contestée. Elle peut en effet désigner n'importe quelle interprétation de l'œuvre de saint Augustin en vue d'une pensée politique. Ceci s'est fait continuellement dans l'histoire, notamment à partir de lectures de La Cité de Dieu. En ce sens, l'augustinisme politique pourrait être l'ensemble de ces interprétations. L'expression « augustinisme politique » a aussi été employée pour désigner des théories qui n'ont aucun rapport direct avec saint Augustin.
La notion d'augustinisme politique a été proposée par Henri-Xavier Arquillière en 1934 dans L'Augustinisme politique, essai sur la formation des théories politiques au Moyen Âge. Il s'agissait pour l'auteur de ce concept de circonscrire sous ce terme des interprétations médiévales de l'œuvre de saint Augustin qui auraient déformé sa pensée. Cette élaboration théorique a lieu au moment où les débats théologiques sont mobilisés par la question des rapports entre l'Église et l'État, avec quelques années auparavant la création de l'État du Vatican, le 11 février 1929.

## La thèse
Étudiant la formation des théories politiques au Moyen Âge et examinant l’élaboration à cette époque d’une forte alliance entre l’Église et l’État, Mgr Arquillière définit l'augustinisme politique comme une « tendance à absorber le droit naturel de l'État dans la justice surnaturelle et le droit ecclésiastique ». Cet augustinisme politique serait le prolongement de l'augustinisme philosophique et théologique, issu de la pensée de saint Augustin, et caractérisé comme tendance « à effacer la séparation formelle de la nature et de la grâce », à absorber l’ordre naturel dans l’ordre surnaturel. Cependant, selon H.-X. Arquillière, cet augustinisme politique ne correspondrait pas à la vraie doctrine augustinienne, mais en serait une déformation ultérieure. Selon H.-X. Arquillère, cet augustinisme déformé aurait pu finalement être contré grâce au développement de l'aristotélisme et l'œuvre de Thomas d'Aquin, celle-ci étant considérée comme ayant mis fin dans l'Église aux dérives de l'augustinisme.
Henri de Lubac a fortement contesté la pertinence historique et théologique de cette notion d’augustinisme politique. Il estime qu’il y avait place chez Augustin pour une justice naturelle autonome, la justice surnaturelle étant essentiellement d’ordre spirituel ; il conteste aussi l’idée qu’il y ait chez Augustin une théologie politique fondant la théocratie, et que les théoriciens médiévaux de la théocratie pontificale, tel Gilles de Rome (1247-1316), aient spécialement été augustiniens.

## Attribution à Augustin de la pensée d'Orose
Il se pourrait que ce que d'Arquillière a interprété comme des déformations de la pensée d'Augustin soit plus simplement des théories inscrites dans la ligne des œuvres d'Eusèbe de Césarée et d'Orose dont elles sont formellement beaucoup plus proches que de celle d'Augustin.
Au cours des treize années qu'a duré la rédaction de La Cité de Dieu, Paul Orose (380-418) a écrit une histoire de l'Empire romain. La théologie politique d'Eusèbe de Césarée qui liait l'essor du christianisme à celui de l'Empire romain avait été rendue caduque par le sac de Rome en 410. Orose, dans l'histoire qu'il rédige, tente de faire survivre la théologie d'Eusèbe de Césarée Il affirme donc à nouveau que l'Empire romain était lié au règne de Dieu sur terre et qu'il durerait jusqu'à la fin des temps. L'œuvre d'Orose semble être une ultime tentative d'adaptation du christianisme à la religion des Romains fondée sur la citoyenneté. En ce sens Orose va jusqu'à affirmer que le Christ lui-même était citoyen romain : 

« Il n’y a pas de doute et il est ici évident à quiconque cherche, croit et connaît, que c’est d’abord par la volonté de notre Seigneur que cette ville (Rome) a prospéré, qu’elle s’est défendue et qu’elle dirige le monde : lui-même (le Christ) a voulu y appartenir et être inscrit dans le registre (de citoyenneté) romain »

— Orose, 
La dédicace qu'Orose avait faite de son œuvre a conduit à ce que la pensée des théologiens médiévaux visés par H.-X. Arquillières puisse être identifiée à des développements de la pensée d'Orose qui se recommandait d'Augustin. Or les pensées de ces deux auteurs contemporains sont fortement antithétiques l'une par rapport à l'autre. Les livres XVIII et XIX de La Cité de Dieu, dans lesquels Augustin renforce sa position sur la nécessité de distinguer les cités, ont précisément été rédigés par Augustin après qu'Orose lui eut présenté son œuvre. Ils peuvent donc être considérés comme une réfutation d'Orose. 
En ce sens, Hervé Inglebert relève que ce que certains appellent l'augustinisme politique, « n'est pas augustinien mais orosien ». L'augustinisme politique fonctionnerait donc à l'envers par rapport à la pensée d'Augustin en lui attribuant la tendance « césaropapiste » d'Eusèbe et d'Orose, tandis que la théologie politique qui correspond à la thèse de la séparation et du mélange des deux cités resterait à décrire. Selon Lucien Jerphagnon, Augustin ne peut être tenu pour responsable du détournement de sens qu'a subi son œuvre sous la plume des commentateurs.

## Les avatars de l'augustinisme politique
On appelle parfois « avatars de l'augustinisme » les conséquences sans cesse renouvelées qu'aurait eues la pensée d'Augustin dans l'Histoire. L'intention de Henri-Xavier Arquillière était de dédouaner l'Église de toute prétention théocratique au moment où s'affirmaient les États-nations et se débattait la question de la création d'un État pontifical. En créant le concept péjoratif d'augustinisme politique, il voulait retirer à certaines théories l'autorité d'Augustin. Cependant, en voulant montrer en quoi la pensée d'Augustin avait été déformée, il a surtout créé un lien entre ces théories et la pensée d'Augustin, et c'est là toute l'ambiguïté d'un augustinisme qui ne cesse de corriger les interprétations précédentes et dont on ne sait si la dénonciation des avatars n'est pas elle-même un nouvel avatar.
Par ce biais, l'augustinisme politique dénoncé par H.-X. Arquillière et les commentaires qui ont été faits sur cette thèse allongent encore la liste des écrits qui associent le nom d'Augustin à des théories dont il est souvent difficile de trouver trace dans les œuvres de l'évêque d'Hippone. Mais plus que la lecture d'Augustin, aborder les problématiques de l'augustinisme demande un investissement considérable dans l'étude généalogique des concepts utilisés par les commentateurs des commentateurs d'Augustin. 
Cet épisode de la théologie invite à lire Augustin avant ses commentateurs. C'est aussi l'une des raisons qui ont motivé la création en 1942 par Henri-Irénée Marrou et Jean Daniélou de la collection Sources Chrétiennes. Il est possible de commencer en lisant par exemple La vie bienheureuse : 

« Si l'arrivée au port de la philosophie, où l'on mouille aux abords de la terre ferme de la vie bienheureuse, n'était due qu'au cheminement de la raison et à la volonté elle-même, je ne crois pas exagérer en disant, [...] qu'encore moins de gens y parviendrait. [...] Quelle que soit la manière dont ils arrivent aux abords de la vie heureuse, tous ces navigateurs ont à redouter un terrible danger et à redoubler de prudence pour l'éviter : c'est là un rocher colossal planté à l'entrée même du port, et qui fait naître des difficultés pour ceux qui tentent d'y pénétrer... »

— Augustin, De la vie bienheureuse, 1-3.